# Kwidzyn (comune rurale)
Kwidzyn (ted. Marienwerder) è un comune rurale polacco del distretto di Kwidzyn, nel voivodato della Pomerania.
Ricopre una superficie di 207,25 km² e nel 2004 contava 10 104 abitanti.
Il capoluogo è Kwidzyn, che non fa parte del territorio ma costituisce un comune a sé.